# Cabo de Santo Agostinho
Cabo de Santo Agostinho est une ville brésilienne du littoral de l'État du Pernambouc dans la région métropolitaine de Recife.

## Histoire
L'histoire de Cabo commence bien avant l'arrivée des Portugais au Brésil. Ainsi, tout comme une bonne partie du territoire brésilien, Cabo était peuplé d'indigènes de l'ethnie Caetés. Les premiers bourgs appelés Arraial do Cabo ont surgi dans la deuxième moitié du XVIe siècle et sont formés par les églises de Sto Antônio, de Sto Amaro, de Nossa Senhora do Livramento (Notre Dame de la Délivrance), par l'ancienne chapelle du Rosário dos Pretos (Rosaire des noirs) et par l'ensemble de maisons représenté par d'anciens bâtiments des rues de la Matriz (Rue Vigário João Batista) et Dr. Antonio de Souza Leão. 
Une loi municipale protège les façades, cependant, sa plus grande partie a perdu ses caractéristiques. 
En 1560, João Paes Barreto créa le majorat de Notre Dame de la Mère de Dieu du Cabo Sto Agostinho, lié à l'Engenho Mère de Dieu depuis appelé Engenho Velho. Selon Sebastião de Vasconcelos Galvão, le peuplement du siège de la municipalité commença en 1618. Elle devint municipalité en 1812 sous le nom de Cidade de Santo Agostinho do Cabo

## Géographie
Cabo de Santo Agostinho se situe par une latitude de 08° 17' 13" sud et par une longitude de 35° 02' 06" ouest, à une altitude de 29 mètres.
Sa population était de 162 476 habitants au recensement de 2007. La municipalité s'étend sur 448 km2.
Elle est le principal centre urbain de la microrégion de Suape, dans la mésorégion métropolitaine de Recife.
Les communes limitrophes sont : Ipojuca, Jaboatão dos Guararapes, Escada, Vitória de Santo Antão et Moreno.

## Économie
Depuis 1570, l'économie du lieu est basée sur la culture de la canne à sucre. C'est le plus ancien centre sucrier de la région. 
L'économie de la municipalité est basée sur les activités du port de Suape.
Le littoral de la municipalité est formé par les plages suivantes : Paiva, Itapuama, Pedra do Xaréu, Enseada dos Corais, Gaibu, Calhetas, Praia do Cabo de Santo Agostinho, Paraíso, Suape.  